# David Julian Checa Acosta
David Julián Checa Acosta (nació el 14 de noviembre de 2001 en la Ciudad de Panamá) es un futbolista profesional que juega como delantero o centrocampista; actualmente es jugador del Atlético Consuegra de la Primera División Autonómica de Castilla-La Mancha.  

## Trayectoria

### Inicios
Inició su carrera en el fútbol desde edad temprana, aproximadamente con 5 años en el equipo de fútbol la Promesa con sede en San Miguelito. Posteriormente pasa al fútbol juvenil con el club deportivo Sporting San Miguelito en el 2013. En el 2016-2017 jugó dos temporadas con el Club Deportivo Dimano FC. 

### Alianza FC
Para el 2018 firma con el club deportivo Alianza Panamá, formando parte de la reserva que posteriormente tendría participación en la Reserva. El 30 de mayo de 2021 quedan campeones de la conferencia de la Liga Prom Apertura, de Segunda División. El 6 de junio de 2021 quedó campeón del Torneo Apertura 2021 Liga Prom. El 16 de diciembre de 2021 participó en la Superfinal de Liga Prom 2021. El 9 de julio de 2021 fue nominado como el XI Ideal en la Liga Prom. El 1 de febrero de 2022 nuevamente es nominado como XI Ideal de la Liga Prom. Debutó con el primer equipo en la Primera División de Panamá el 8 de mayo de 2021 en la victoria 2 a 0 contra el CD Plaza Amador en el Estadio Javier Cruz, entrando de suplente al minuto 71 por Alcides Díaz. Disputó un partido en el Torneo Apertura 2021.

### Atlético Chiriquí
El 24 de diciembre de 2021 fue anunciado como nuevo jugador del Atlético Chiriquí. Debutó con el club el 13 de febrero de 2022 en la victoria 0 a 1 contra el CD Universitario en el Estadio Virgilio Tejeira donde entró de suplente al minuto 75 y salió al minuto 84 por lesión. En el Torneo Apertura 2022 jugó 7 partidos y anotó un gol, llegando hasta semifinales. En el Torneo Clausura 2022 jugó 15 partidos.

### SD Panamá Oeste
A finales del 2022 fue anunciado como nuevo jugador de la  SD Panamá Oeste. Con el club disputó el Torneo Apertura 2023 Liga Prom.

### TJ Tomasovce
El 31 de agosto de 2023 fue anunciado como nuevo jugador del TJ Tomasovce. Jugó varios partidos en la quinta división de Eslovaquia.

### Atlético Consuegra
El 28 de noviembre de 2023 fue anunciado como nuevo jugador del Atlético Consuegra de la Primera División Autonómica de Castilla-La Mancha.

## Clubes
| Club               | País       | Año       |
| ------------------ | ---------- | --------- |
| Alianza FC II      | Panamá     | 2018-2021 |
| Atlético Chiriquí  | Panamá     | 2022      |
| SD Panamá Oeste    | Panamá     | 2023      |
| TJ Tomasovce       | Eslovaquia | 2023      |
| Atlético Consuegra | España     | 2023-Act. |

## Palmarés

### Títulos nacionales
| Título                     | Club          | País   | Año    |
| -------------------------- | ------------- | ------ | ------ |
| Conferencia Este           | Alianza FC II | Panamá | 2021-A |
| Liga Prom                  | Alianza FC II | Panamá | 2021-A |
| Superfinal de la Liga Prom | Alianza FC II | Panamá | 2021   |